# スコット・ポラード
スコット・L・ポラード（Scot L. Pollard, 1975年2月12日 - ）は、アメリカ合衆国ユタ州マリ出身の元バスケットボール選手。NBAのサクラメント・キングスやインディアナ・ペイサーズなどで活躍した。ポジションはセンター、パワーフォワード。身長211cm、体重126kg。

## 経歴
カンザス大学卒業後、1997年のNBAドラフトにてデトロイト・ピストンズから1巡目19位指名を受けてNBA入りを果たしたが、ルーキーシーズンとなった1997-98シーズンは満足に出場機会を得られることなく、33試合の出場で2.7得点2.2リバウンドの成績に留まった。シーズン終了後、トレードでアトランタ・ホークスに移籍するも、開幕後1試合も出場なく解雇された。フリーエージェントとなったポラードは、サクラメント・キングスと契約した。
キングスではブラデ・ディバッツやクリス・ウェバーのバックアップとしてチームに貢献する。移籍一年目の98-99シーズンは故障により16試合のみの出場となったが、1999-2000シーズンからの3シーズンは毎シーズン80試合近くに出場し、当時リーグ屈指の強豪であったキングスを支えた。02-03シーズン、またも怪我に苦しんだポラードはこのシーズンを最後にキングスを後にし、インディアナ・ペイサーズへトレードされた。
ペイサーズでは3シーズンプレイ。ペイサーズもまたイースタンカンファレンスを代表する強豪だったが、ここでも怪我に悩まされるポラードは、優勝の期待が掛かった03-04シーズンのプレイオフ、カンファレンスファイナルで全試合欠場し、チームはデトロイト・ピストンズの前に敗退した。
05-06シーズン終了後、フリーエージェントとなったポラードはクリーブランド・キャバリアーズと契約。このシーズン、キャバリアーズは念願のNBAファイナルへと勝ち上がったが、この大舞台でポラードがコートに立てたのは1分にも満たず、チームは4戦全敗で敗退した。
07-08シーズン、ポラードはボストン・セルティックスと契約。シーズン中は22試合の出場だけだったが、チームはケビン・ガーネット、ポール・ピアース、レイ・アレンを中心に躍進を遂げ、この年のNBAファイナルを制覇。ポラードにとって初めてのチャンピオンリングを獲得した。
07-08シーズン後、現役を引退した。

## 人物
故障に悩まされることが多い選手だが、地味ながらも機動力と体を張ったプレイでチームに貢献でき、キングス在籍時にはキングス躍進の陰の立役者とまで言われた。
奇抜な髪型をすることで有名であり、その髪型も毎シーズンのように変わるため、移籍した後彼の行方を見失うファンも居るほどである。キングス時代はちょんまげのような髪型をしていたため、チームメイトからは「サムライ・スコット」と呼ばれていた。キャバリアーズ時代はハードモヒカンにしていた。